# Sonet 127 (William Szekspir)

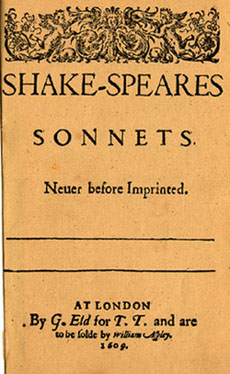
Strona tytułowa pierwszego wydania sonetów Shakespeare’a

Sonet 127 (Nikt się przed laty czernią nie zachwycał) – jeden z cyklu sonetów autorstwa Williama Shakespeare’a. Po raz pierwszy został opublikowany w 1609 roku. Jest pierwszym z serii utworów skierowanych do Czarnej Damy.

## Treść
W sonecie tym podmiot liryczny wychwala urodę swojej kochanki. Ta ma ciemną karnację, czarne brwi i piękne oczy; być może jest Afrykanką. Nie wiadomo, czy jest to postać prawdziwa, czy też wytwór wyobraźni autora.
Jej oczy są płaczkom w żałobie podobne, lecz jednocześnie Tyle piękna dojrzysz w ich żałości, że wszyscy zwą je obrazem piękności.